# 前夜の航跡
前夜の航跡（ぜんやのこうせき）は2010年11月20日、新潮社より(ISBN 978-4-10-328561-8)出版された紫野貴李のファンタジー小説。

## 概要
- 第22回日本ファンタジーノベル大賞大賞受賞作に「哭く戦艦」（初出 小説新潮2010年11月号）を加え書籍化。
- 昭和初期の大日本帝国海軍で発生した史実の事件、事故を元に怪異譚を絡めた短編連作集。装画影山徹。
  - 第一話「左手の霊示」
  - 第二話「霊猫」
  - 第三話「冬薔薇」
  - 第四話「海の女天」
  - 第五話「哭く戦艦」

## 登場人物
笠置 亮佑（かさぎ りょうすけ）
峻作の息子。彫ったものに霊験が顕れる。
笠置 峻作（かさぎ ）
奈良在住の木彫家。
支倉 竜之介（はせくら りゅうのすけ）
海軍大学校を次席で卒業した海軍諜報部第四課（丁種特務班）課長大佐。視察に赴いていた海軍工廠での新兵器実験中の事故により右目を失う。奈良の寺の息子仏教に対する素養あり。
芹川 達人（せりかわ たつひと）
海軍通信科中尉。支倉大佐の視察のさい秘書官として同行、事故に巻き込まれ左腕を失い亮佑が彫った白樫の義手（霊的折伏力を持つ）を装着している。
黒吉
芹川が下宿している叔母の家の飼い猫。
榎田 利秀（えのきだ としひで）
海軍省経理局会計監査課所属の中尉、友鶴に主計長として乗船。笠置工房に木材を納入している材木問屋大和屋の三男。亮佑の中学の先輩。
塩崎 寿実生（しおざき すみお）
早蕨機関長、大尉。肝機能障害により療養中。
韮沢 克嗣（にらさわ かつじ）
呉竹の機関長から早蕨の機関長に、中尉。塩崎の同期生。亮佑の中学の一学年上の先輩。
小田川 繁雄（おだがわ しげお）
初雪副長兼運用長、大尉。
松尾 雄作（まつお ゆうさく）
記念艦三笠管理委員長、予備役少将。